# Episodi di Mystery Girls
La prima e unica stagione della sitcom Mystery Girls è stata trasmessa in prima visione assoluta negli Stati Uniti d'America dal canale via cavo ABC Family dal 25 giugno al 27 agosto 2014.
In Italia la stagione è inedita.
| nº | Titolo originale    | Titolo italiano | Prima TV USA   | Prima TV Italia |
| -- | ------------------- | --------------- | -------------- | --------------- |
| 1  | Death Becomes Her   |                 | 25 giugno 2014 |                 |
| 2  | Partners in Crime   |                 | 2 luglio 2014  |                 |
| 3  | Haunted House Party |                 | 9 luglio 2014  |                 |
| 4  | Pilot               |                 | 16 luglio 2014 |                 |
| 5  | Sister Issues       |                 | 23 luglio 2014 |                 |
| 6  | High School Mystery |                 | 30 luglio 2014 |                 |
| 7  | Passing the Torch   |                 | 6 agosto 2014  |                 |
| 8  | Death Rose          |                 | 13 agosto 2014 |                 |
| 9  | Bag Ladies          |                 | 20 agosto 2014 |                 |
| 10 | The Killer Returns  |                 | 27 agosto 2014 |                 |